# إيلي روبوك
ايلي روبوك (مواليد 23 سبتمبر 1999) هي لاعبة كرة قدم إنجليزية تلعب كحارس مرمى لنادي مانشستر سيتي والمنتخب الوطني الإنجليزي . وقد مثلت إنجلترا أيضًا على مستوى الشباب.

## المسيرة المحلية
في يناير 2018 ، وقعت روبوك أول عقد احترافي لها مع مانشستر سيتي .  في 23 مايو 2019 ، قامت روبوك، بعد أن كانت جزءًا من الفريق الذي فاز بكأس الاتحاد الإنجليزي وكأس الدوري، بتمديد عقدها مع مانشستر سيتي لمدة عامين آخرين. 

## المسيرة الدولية
كانت روبوك جزءًا من تشكيلة إنجلترا التي فازت بميدالية برونزية في كأس العالم 2018 في فرنسا، ومع ذلك، كانت بديلاً غير مستخدم في جميع المباريات.  
في أكتوبر 2018 ، عين مدير إنجلترا فيل نيفيل روبوك وزميلتها في فريق مانشستر سيتي جورجيا ستانواي في فريقها لأول مرة.  ظهرت روبوك لأول مرة في فريقها كبديل في الدقيقة 79 لماري إيربس في 8 نوفمبر 2018 ضد النمسا .  قامت بأول بداية لها، قبل أن تحل محلها إيربس في الشوط الأول، في فوز 2-1 على إسبانيا في 9 أبريل 2019. 

## الإحصائيات المهنية
| النادي          | الموسم          | الدوري          | الدوري  | الدوري  | كأس الاتحاد الإنجليزي | كأس الاتحاد الإنجليزي | كأس الدوري | كأس الدوري | كونتيننتال | كونتيننتال | مجموع   | مجموع   |
| النادي          | الموسم          | قطاع            | تطبيقات | الأهداف | تطبيقات               | الأهداف               | تطبيقات    | الأهداف    | تطبيقات    | الأهداف    | تطبيقات | الأهداف |
| --------------- | --------------- | --------------- | ------- | ------- | --------------------- | --------------------- | ---------- | ---------- | ---------- | ---------- | ------- | ------- |
| مدينة مانشستر   | 2016            | WSL 1           | 1       | 0       | 0                     | 0                     | 0          | 0          | 0          | 0          | 1       | 0       |
| مدينة مانشستر   | 2017            | WSL 1           | 3       | 0       | 0                     | 0                     | 0          | 0          | 0          | 0          | 3       | 0       |
| مدينة مانشستر   | 2017-18         | WSL 1           | 11      | 0       | 1                     | 0                     | 0          | 0          | 5          | 0          | 17      | 0       |
| مدينة مانشستر   | 2018–19         | WSL             | 15      | 0       | 1                     | 0                     | 1          | 0          | 0          | 0          | 17      | 0       |
| مدينة مانشستر   | 2019-2020       | WSL             | 16      | 0       | 1                     | 0                     | 6          | 0          | 6          | 0          | 29      | 0       |
| المجموع الوظيفي | المجموع الوظيفي | المجموع الوظيفي | 46      | 0       | 3                     | 0                     | 7          | 0          | 11         | 0          | 67      | 0       |

1. ↑  Includes the Women's FA Cup
2. ↑  Includes the WSL Cup/Women's League Cup
3. ↑  Includes the دوري أبطال أوروبا للسيدات

## الانجازات
مانشستر سيتي
- الدوري الإنجليزي الممتاز للسيدات : 2016
- كأس الاتحاد الإنجليزي للسيدات : 2016–17 ، 2018–19
- الاتحاد الإنجليزي للسيدات كأس دوري : 2016 ، 2018-19

إنجلترا تحت ال 20
- المركز الثالث في كأس العالم للسيدات تحت 20 سنة FIFA : 2018 [4]

## روابط خارجية
- إيلي روبوك على موقع الاتحاد الأوربي (الإنجليزية)
- إيلي روبوك على موقع قاعدة بيانات كرة القدم.إي يو (الإنجليزية)
- إيلي روبوك على موقع Soccerway.com (الإنجليزية)
- إيلي روبوك على موقع عالم كرة القدم.نت (الإنجليزية)
- إيلي روبوك على موقع أوليمبيديا (الإنجليزية)
- إيلي روبوك على موقع اللجنة الأولمبية البريطانية (الإنجليزية)